# Real Club Deportivo Oviedo
El Real Club Deportivo Oviedo, o abreviadamente Deportivo Oviedo, fue un club de fútbol español de la ciudad de Oviedo, fundado en 1919 y desaparecido en 1926 tras  fusionarse con el otro club existente en la ciudad, el Real Stadium Club Ovetense, para dar paso al Real Oviedo. Era tenido por el equipo de las clases altas de la ciudad en oposición al Stadium Ovetense que lo era de las clases populares.

## Uniforme
Vestía camiseta a rayas verticales blancas y azules o camiseta blanca entera. El pantalón era negro.

## Estadios
Teatinos: Después de compartir campo con su rival local, el mayor poderío económico del club le permitió construir un nuevo estadio localizado en el barrio de Teatinos. Se inauguró el 31 de agosto de 1919 y fue usado por este club y luego por el Real Oviedo hasta la construcción en 1932 del nuevo Estadio de Buenavista, luego llamado Estadio Carlos Tartiere. Tenía un aforo de 10 000 personas de las que aproximadamente 1.600 eran de asiento.

## Historia
Fue fundado en abril de 1919 a partir de una escisión del Real Stadium Club Ovetense, apadrinado por financieros locales. Su mayor poder financiero le permitió la contratación de buenos jugadores procedentes de otros equipos. Sin embargo sus aspiraciones nunca pasaron de ganar el derbi local en el Campeonato Regional de Asturias, que era competición oficial que entonces se celebraba.
En 1925 adquirió el título de real y pasó a denominarse "Real Club Deportivo de Oviedo". 
En la temporada 1925-26, el tercer puesto del Stadium Ovetense y la decepcionante actuación del Deportivo Oviedo en dicho campeonato regional, motivó que se buscara la fusión de ambos clubes con vistas a formar un equipo más poderoso capaz de dominar el fútbol regional y más concretamente al Sporting de Gijón. Tras mediación de Óscar Álvarez, portero del Stadium Ovetense, el 14 de marzo se reunieron las directivas de ambos clubes para fijar las condiciones del acuerdo, el 26 de marzo se volvieron a reunir para dar su acuerdo final, fecha que se tiene por la de fundación del nuevo club, y finalmente se firmó el acta de fusión el 26 de abril de 1926.

## Jugadores
- José Luis Zabala. Delantero. Procedente del Real Unión de Irún, venía de ganar la Copa del Rey de fútbol 1918. Perteneció igualmente a la dispciplina del Real Oviedo hasta 1929. Fue convocado para la Selección Española en cuatro ocasiones consiguiendo cuatro goles.